# Уткино (Мамадышский район)
Уткино — деревня в Мамадышском районе Татарстана. Входит в состав Нижнешандерского сельского поселения.

## География
Находится в северной части Татарстана на расстоянии приблизительно 20 км на север по прямой от районного центра города Мамадыш у речки Юкачи.

## История
Основано в XVIII веке. Относится к числу населенных пунктов, где проживали кряшены.

## Население
Постоянных жителей было: в 1782 — 57 душ муж. пола; в 1859—325, в 1897—476, в 1908—439, в 1920—520, в 1926—519, в 1949—370, в 1958—306, в 1970—324, в 1979—255, в 1989—134, в 2002 году 93 (татары 48 %, кряшены 52 %, фактически все кряшены), в 2010 году 56.